# 孫廷鐸
孫廷鐸，字道宣，山東益都縣人，明末清初政治人物、詩人。

## 生平
明崇禎十五年（1642年）壬午科山東鄉試舉人。明亡仕清，官廣東陽江縣知縣。

## 著作
工詩，有《說研堂集》。